# Kick-Ass
Kick-Ass (Nářez) je americko-britský film z roku 2010 natočený podle stejnojmenného komiksu Marka Millara a Johna Romity Jr.. Film vypráví příběh obyčejného teenagera, který se snaží stát opravdovým superhrdinou pod jménem Nářez (v originále Kick-Ass).

## Děj
Obyčejný teenager Dave Lizewski se stane skutečným superhrdinou i přesto, že nemá žádné superschopnosti.
Během svého prvního pokusu v boji proti kriminálníkům je surově zbit, bodnut a sražen autem, což na něm zanechá trvalé následky v podobě poškozených nervů a zvýšeného prahu bolesti. Chirurgické implantáty potřebné na opravu zničených kostí mu poskytnou ochranu proti dalším zraněním. Dave nikomu neprozradil pravdu o svých zraněních a tvrdí, že byl přepaden, což vede k tomu, že se začnou šířit zvěsti o tom, že je gay. Katie Deauxma, do které je Dave dlouho zamilovaný, si ho díky tomu konečně začne všímat a Dave se rozhodne předstírat, že je gay, aby s ní mohl trávit čas.
Další Daveův boj proti zločinu nahraje náhodný kolemjdoucí na mobil a video se stane internetovým hitem. Na videu jde slyšet, jak se Dave jako superhrdina pojmenovává "Nářez". Dave pak založí Nářezovi účet na MySpace, aby ho lidé mohli kontaktovat kvůli pomoci. Katie prozradí Daveovi, že ji obtěžuje drogový dealer Rasul. Nářez dealera vypátrá, ale je zneškodněn Rasulovými kumpány, kteří ho mají v úmyslu zabít. Nakonec ho zachrání jedenáctiletá superhrdinka Zabijačka, která útočníky zabije. Zabijačka potom odejde spolu se svým otcem Taťuldou. Oba věří, že Nářez má potenciál, ale varují ho, aby byl opatrnější, a řeknou mu o způsobu, jak je může kontaktovat, když bude potřebovat.
Taťulda je Damon Macready, policista, který byl neprávem místním kriminálním bossem Frankem D'Amicem obviněn z toho, že je drogový dealer. Zatímco byl Damon ve vězení, jeho manželka porodila dceru Mindy. Po propuštění se Damon Mindy ujal (do té doby ji opatroval Damonův bývalý kolega od policie seržant Marcus Williams) a začal ji trénovat v boji proti zločinu. Mindy získala přezdívku Zabijačka a Damon se začal nazývat Taťulda. Williams s Damonovými metodami nesouhlasí, ale rozhodl se nezasahovat.
D'Amico se domnívá, že Nářez je zodpovědný za škody, které utrpěla jeho organizace, a tak přikáže svým mužům, aby ho zničili. Jeho syn Chris ale doporučuje jiný postup. Chris si vytvoří rovněž identitu superhrdiny. Pod jménem Zuřivec se spřátelí s Nářezem a má jej vlákat do pasti. Past ale odstraní Taťulda, který zabije D'Amicovy muže a podpálí budovu, kde čekali, ještě před příjezdem Nářeze a Zuřivce. Po útěku z hořící budovy se Dave rozhodne, že skončí s kariérou Nářeze. Celou pravdu potom přizná Katie, ta mu odpustí a stane se jeho přítelkyní.
O týden později Dave najde několik zpráv od Zuřivce, který chce, aby se sešli. Dave řekne Katie, že se musí ještě jednou naposledy převléct za Nářeze, aby se mohl sejít se Zuřivcem. Schůzka je lest navržená tak, aby Nářez odhalil Taťuldu. Nářez neúmyslně dovede D'Amicovy muže na jedno z bezpečných míst Macreadyových. Tam jsou Nářez a Taťulda uneseni a Zabijačka zřejmě zabita. D'Amico chce Nářeze a Taťuldu popravit v přímém internetovém přenosu tak, aby to viděli miliony diváků. Mezi nimi jsou i Katie a Williams, ani jeden z nich nemůže zasáhnout. Dorazí ale přeživší Zabijačka a všechny gangstery zabije. Během boje ale jeden z nich podpálí Taťuldu. Než podlehne svým zraněním, stihne se s ním Zabijačka rozloučit. Nářez se snaží Zabijačku přesvědčit, aby přestala se svým nebezpečným životním stylem, ale ta má v úmyslu dokončit, co začal její otec a Nářez neochotně souhlasí s tím, že jí pomůže.
Během útoku na D'Amicovo ředitelství Zabijačka zastřelí většinu zbylých D'Amicových mužů, ale náhle jí dojdou náboje a je zajata. Pak ale dorazí s pomocí raketového batohu vybaveného Gatlingovým kulometem Nářez a zbývající gangstery postřílí. Oba se potom vydají za D'Amicem a jeho synem. Nářez bojuje se Zuřivcem, ale navzájem se porazí. Zabijačka se postaví D'Amicovi, ale je nakonec poražena. Když se D'Amico chystá se Zabijačkou skoncovat, dorazí Nářez s raketometem, vystřelí D'Amica z okna a ten pak ve vzduchu vybuchne. Zuřivec se probere akorát ve chvíli, kdy Nářez a Zabijačka na unikají s pomocí raketového batohu a není schopen je zastavit.
Mindy a Dave se rozhodnou skoncovat se životy superhrdinů a žít normální život. Mindy znovu žije s Marcusem Williamsem a nastoupí do Daveovy školy. Ačkoli Dave se svou kariérou skončil, objevila se nová "generace" superhrdinů a město je díky tomu bezpečnější. Zuřivec je zobrazen s novou maskou a říká: "Jak řekl jeden velikán: 'Tančil jsi s ďáblem při měsíčku.'" (v originále: "Wait till they get a load of me", což je narážka na Jokera v podání Jacka Nicholsona ve filmu Batman).

## Obsazení
| Aaron Johnson            | Dave Lizewski/Nářez (Kick-Ass)      |
| Christopher Mintz-Plasse | Chris D'Amico/Zuřivec (Red-Mist)    |
| Chloë Moretzová          | Mindy Macready/Zabijačka (Hit-Girl) |
| Nicolas Cage             | Damon Macready/Taťulda (Big Daddy)  |
| Mark Strong              | Frank D'Amico                       |
| Lyndsy Fonseca           | Katie Deauxma                       |
| Michael Rispoli          | Velký Joe                           |
| Kofi Natei               | Rasul                               |
| Yancy Butler             | Angie D'Amico                       |
| Jason Flemyng            | Lobby Goon                          |
| Elizabeth McGovern       | Alice Lizewski                      |
| Garrett M. Brown         | pan Lizewski                        |
| Sophie Wu                | Erika Cho                           |
| Dexter Fletcher          | Cody                                |
| Clark Duke               | Marty                               |
| Evan Peters              | Todd                                |
| Xander Berkeley          | detektiv Victor Gigante             |
| Omari Hardwick           | seržant Marcus Williams             |

## Ohlas
Film sklidil převážně pozitivní reakce kritiky. Server Rotten Tomatoes hodnotí snímek 76% na základě 232 recenzí. Server Metacritic dává filmu skóre 66 ze 100 na základě 38 recenzí. Uživatelé ČSFD film hodnotí průměrně 83%.
Mnoha kritikům se ale nelíbilo zobrazení násilí ve filmu, kdy jedenáctileté děvče zavraždí mnoho gangsterů a nakonec je samo téměř zabito dospělým mužem. Filmový kritik Roger Ebert si myslí, že film glorifikuje násilí, zvláště násilí páchané dětmi. Napsal: "Když děti ve věku publika domácích kopií tohoto filmu každý den jeden po druhém střílejí, tento druh (filmu) přestane být zábavným."